# 五鰓粘盲鰻
五鰓黏盲鳗，为盲鳗科黏盲鳗属的鱼类。分布於東南大西洋區的南非海域，屬底棲魚類，棲息深度在水深732公尺，體長可達62公分，棲息在泥底質海域。